# Prelaz San Bernardino
Prelaz San Bernardino (Sankt-Bernhardinpass ali kratko Sankt Bernhardin, italijansko Passo del San Bernardino, retoromansko Pass dal Sogn Bernardin) je gorski prelaz v švicarskem kantonu Graubünden z najvišjo višino 2067 m. Povezuje doline Rheinwald na severu in Misox na jugu pri glavni cesti 13 in ločuje Adulske Alpe na zahodu od Tambogruppe na vzhodu. Zračna razdalja je štiri kilometre do Hinterrheina (1620 m) in 12 km do Mesocca (790 m). Na vrhu prelaza poteka glavno evropsko porečje in jezikovna meja med nemščino in italijanščino.

## Ime
Prelaz, prej imenovan Mons avium ali Vogelberg, je dobil ime v 15. stoletju, ko je bila zgrajena kapela v čast  sv. Bernardina Sienskega.
V nemščini je oblika prelaza San Bernardino, na novo ustanovljena v 20. stoletju, v veliki meri nadomestila zgodovinski Bernhardinpass (Bernhardinberg). Kljub podobnosti imen z Velikim in Malim prelazom sv. Bernarda ni nobene povezave.

## Zgodovina in pot
Že Rimljani so uporabljali širok, topografsko preprost prehod. Pot, ki je bila uporabljena do poznega srednjega veka, je vodila približno kilometer vzhodno od današnje ceste ob vznožju Piz Uccello (nemško Vogelhorn).
Povečano krčenje je povečalo nevarnost snežnih plazov. Da bi imeli koristi od naraščajočega tranzitnega prometa v 15. stoletju - cesta po Via Mali je bila po letu 1473 razširjena -, so morali ukrepati prebivalci notranjega Rheinwalda in njihovi sosedje Misox. Smer so odmaknili od ogroženega vznožja pobočja na sredino širokega sedla, pokrajino z okroglimi izboklinami in majhnimi barji, ki jih je oblikoval ledenodobni ledenik. V to dobo okoli leta 1450 je padla tudi gradnja cerkve San Bernardino na južni strani prelaza. Mulatjera, ki je zelo trdno grajena s tlakovci in stopnicami na strmih točkah, je bila dobro ohranjena in se zdaj uporablja kot zgodovinska pohodniška pot.
Okoli leta 1770 so vasi Hinterrhein, Nufenen in Mesocco razširile Bernhardin v prehodno cesto. Odpravili so preostali plazovno ogrožen prehod na Geissbergu, ki je pripeljal do Alten Landbrugg, zgrajen leta 1693, s prečkanjem Rena proti zahodu in sprejetjem večjega naklona v Alt Waliju. Na vrhu prelaza je bila pot prestavljena proti zahodu, tako da je na najnižji točki premagala sedlo. Po tej majhni cesti - zavajajoče imenovani Strada Romana - je še danes mogoče hoditi.
7. marca 1799 je na prelazu pri Laghetto Moesola prišlo do vojaškega spopada med francosko vojsko pod vodstvom generala Claude-Jacquesa Lecourbeja, ki je napadla Avstrijce in 500 mož Rheinwalder Landsturma. Francozi so prebili renske gozdove in odkorakali v dolino.
Leta 1817 je graubündenska vlada naročila graditelju cest in državnemu svetniku Giulio Pocobelli (1766–1843), da izdela projekt z oceno stroškov za cesto od meje kantona Ticino čez prelaz do Chura. V nekaj dneh je Pocobelli prehodil 100-kilometrsko pot in določil traso. Nato je od vlade Graubünden kot generalni izvajalec prejel naročilo za gradnjo. Gradnja se je začela 18. septembra 1818. Lombardija in kantoni Gotthard v osrednji Švici so se uprli gradnji. Cesta, ki jo je zgradila Kraljevina Sardinija-Piemont in jo še danes uporabljajo lokalni vozniki, poteka po poti iz leta 1770, a z veliko ovinkov olajša vzpetine. Na vrhu prelaza so odprli hospic.
Na južnem pobočju je Pocobelli položil cesto na desnem bregu reke Moësa in jo na najožji točki premostil z mostom Vittorio Emanuele. Brez štetja mostov v Reichenauu je bilo zgrajenih 52 mostov (od tega šest samo razširjenih), ki so vsi, razen treh, kamniti. Most blizu Hinterrheina je bil edini, ki je imel več lokov, trije loki z razponom 11 metrov. S 1350 stotov črnega prahu je bilo razstreljenih 92.281 kubičnih metrov kamnine. V 9750 metrov podpornih zidov je bilo vgrajenih 42.900 kubičnih metrov kamna, poleg tega še 6650 metrov opornih zidov. Občine so brezplačno zagotovile 32 kilometrov lesenih ograj.
Z zveznim odlokom z dne 2. februarja 1923 je zvezna skupščina izdala sporočilo Zveznega sveta z dne 19. junija 1922 koncesija za gradnjo in obratovanje ozkotirne železnice, ki naj bi povezal obstoječo železniško progo Bellinzona - Mesocco s postajo Thusis Retijske železnice čez prelaz San Bernardino. Projekt nato ni bil izveden.
- Južna pobočja
- Prelaz iz Piz Uccello
- San Bernardino, najvišja točka
- Poštna kočija iz San Bernardino linije

## Predor San-Bernardino
10. aprila 1965 je bil predor Bernardino (italijansko Galleria del San Bernardino) med vasema Hinterrhein (severni portal na 1613 mnv) in San Bernardino (južni portal na 1631 mnv) prebit z rudarjenjem in odprt za promet 1. decembra 1967. 6,6 km dolg cestni predor je prvič omogočil celoletno povezavo južnih dolin Graubündna Misox in Calancatal s prestolnico Chur in kot del državne ceste N13 (danes A13) povezuje vzhodno Švico z južno stranjo Alp in Ticinom. To je drugi najpomembnejši cestno-alpski prehod v Švici za Gotthardom.
V času načrtovanja današnje gostote prometa ni bilo mogoče predvideti. Trasa San Bernardino je mednarodnemu težkemu prometu služila kot alternativa poti A2, zlasti po začasni zapori predora Gotthard leta 2001 zaradi nesreč, čeprav ima trasa naklone do 8 %, tesni zavoji in ozek predor je izredno neprimeren za tovornjake; širina pasu je tesna in prezračevalni sistemi niso izpolnjevali zahtev. Ustrezne obremenitve so zahtevale obnovo predora. Obnovitvena dela, ki so se začela leta 1991 - ob varnostnih ukrepih, kot je uvedba rdeče faze -, so bila končana leta 2006. V okviru prenove je bil ustvarjen ločen rov za pobeg in reševanje, izvedene pa so bile naslednje spremembe:
- Obnova drenažnega sistema (ločevalni sistem) in kanalov
- Obnova elektromehanske opreme
- Operativno in protipožarno prezračevanje prilagojeno današnjim zahtevam
- Gradnja reševalnega predora (izhodi v sili)
- Rušenje in obnova konstrukcije vozišča
- Obnova stenskih oblog
- Popravila ob ohranjanju prometa

Skupni stroški gradnje so znašali približno 236 milijonov CHF (približno 148 milijonov EUR).